# Hjalmar Modéer
Hjalmar Fredrik Modéer, född 19 juni 1908 i Mönsterås, död 17 oktober 1959 i Stockholm, var en svensk musiker, kompositör och orkesterledare. Hans huvudinstrument var trumpet samt oboe, och dessutom spelade han cello och piano.
Modéer avlade musikdirektörsexamen 1936 och gjorde därefter karriär som militärmusiker. Han var framstående kompositör av marschmusik, av vilka hans mest kända verk är Svensk lösen, Göta lejon och Lottamarschen. Många av hans verk har spelats in på skiva

## Verkförteckning
- Friska tag
- Gardeskamrater
- Göta lejon
- Lottamarschen
- O.f.M-marsch
- Scouting
- Speedway
- Svensk lösen
- Svenska örnar
- Vikingabalk

## Övrigt
Hjalmar Modéer var riddare av Svärdsorden 1 klass och innehade Sveriges Orkesterföreningars Riksförbunds förtjänsttecken och Linköpings Orkesterförenings förtjänsttecken.